# Eremochroa
Eremochroa is een geslacht van vlinders van de familie Uilen (Noctuidae), uit de onderfamilie Hadeninae.

## Soorten
- E. alphitias Meyrick, 1897
- E. macropa Lower, 1897
- E. paradesma Lower, 1902
- E. psammias Meyrick, 1897
- E. thermidora Hampson, 1909